# Neonatologie
Neonatologia este specialitatea medicală care se ocupă cu studiul nou-născutului sănătos, cu depistarea, diagnosticarea și tratarea bolilor specifice acestei grupe de vârstă, precum și cu îngrijirea și protejarea pentru menținerea în viață a nou-născutului prematur.

## Compensație
Neonatologii câștigă semnificativ mai mult decât pediatrii generaliști. În 2018, un salariu tipic al unui pediatru în Statele Unite varia între 221.000 și 264.000 de dolari, în timp ce salariul mediu al unui neonatolog era de aproximativ 299.000 până la 355.000 de dolari.

## Legături externe
- „Neonatologie” la DEX online

1. ↑  „2018 Compilation of Physician Compensation Surveys” (PDF). Merritt Hawkins. AMN Healthcare. 2018. Accesat în 23 octombrie 2020.